# Територијална еволуција Канаде
Историја постконфедерацијске Канаде почела је 1. јула 1867. године, када су се британске северноамеричке колоније Канада, Њу Бранзвик и Нова Шкотска ујединиле у формирању јединственог доминиона у оквиру Британске империје. Након конфедерације, Уједињена провинција Канаде је одмах подељена на покрајине Онтарио и Квебек. Колоније Острва Принца Едварда и Британска Колумбија придружиле су се убрзо након тога, а Канада је стекла огромно пространство континента под контролом компаније Хадсон Беј, које је на крају подељено на нове територије и покрајине. Канада је еволуирала у потпуно суверену државу до 1982. године.
Пре него што је постала део Британске Северне Америке, данашња Канада се састојала од бивших колонија Канаде и Акадије из Нове Француске која је уступљена Великој Британији 1763. године као део Париског споразума. Француско канадско држављанство је одржано као једно од „две нације оснивача“ и правно кроз Закон о Квебеку који је обезбедио одржавање и употребу канадског француског језика, католичке вероисповести и француског континенталног права у Канади, све до данас.
Канада данас има десет покрајина и три територије. Од настанка, изгубила је значајну територију у граничном спору око Лабрадора са Доминионом Њуфаундленд, који се касније придружио Канади као 10. провинција.
Законом о Конфедерацији Уједињено Краљевство је држало спољну политику Канаде под својом командом. Објавом рата тадашњој Немачкој и Аустроугарској 1914. године, аутоматски је сврстало Канаду међу учеснике Првог свјетског рата. Канадски добровољци су углавном слани на Западни фронт а касније су постали део Канадског корпуса. Током 1919. године, Канада се независно од Уједињеног Краљевства придружила Друштву народа, а Вестминстерским статутом 1931. потврђена је канадска законодавна независност.

## Временски ток
| Датум               | Догађај | Промена                                          |
| ------------------- | --- | ------------------------------------------------ |
| 1. јул 1867.        | Уједињено Краљевство је формирало Доминион Канаду уједињењем три покрајине Британске Северне Америке: - Покрајина Канада, која је на реци Отави подељена на покрајине Онтарио на западу и Квебек на истоку - Њу Бранзвик - Нова Шкотска Град Отава је изабран за главни град. Канада је наследила територијалне спорове са Сједињеним Америчким Државама око острва Макијас Сил и Норт Рок, који су до данас нерешени. | Спорови:                                         |
| 15. јул 1870.       | Уједињено Краљевство је пренело већину својих преосталих северноамеричких поседа Канади, при чему су Северо-западна територија и Рупертова земља постале Северо-западне територије. Рупертова земља је пребачена Канади 1869, али је трансфер завршен тек 1870. када је 300.000 фунти плаћено компанији Хадсон Беј. Због нејасног катастарског описа и недостатка адекватног истраживања, део западне границе са Сједињеним Америчким Државама био је нејасан, па самим тим и споран. Канада се није слагала са Уједињеним Краљевством око обима Лабрадора који је остао у колонији Њуфаундленд, наводећи историјску употребу термина „Обала Лабрадора“. Правоугаона област новостеченог региона око града Винипега постала је покрајина Манитоба, пре свега због побуне Метиса у региону Ред Ривера које је предводио Луј Ријел. | Спорови:                                         |
| 20. јули 1871.      | Британска колонија Британска Колумбија придружила се Канади као шеста покрајина. Покрајина је донела свој спор са Сједињеним Америчким Државама око острва Сан Хуан, као и свој део граничног спора са Аљаском. | Спорови:                                         |
| 21. октобар 1872.   | Спор са Сједињеним Америчким Државама око острва Сан Хуан решен је у корист тужбе Сједињених Америчких Држава. | Спорови:                                         |
| 1. јул 1873.        | Британска колонија Острво Принца Едварда придружила се Канади као седма покрајина. | Map of the change to Canada on July 1, 1873      |
| 26. јун 1874.       | Почео поступак ширења граница Онтарија на север и запад. Када је формирана провинција Канада, њене границе нису биле јасно дефинисане, а влада Онтарија је полагала право на земљиште све до Стеновитих планина на западу и Арктичког океана на северу. Са куповином Рупертове земље и предајом Канади, Онтарио је био заинтересован да јасно дефинише своје границе, посебно зато што је интересовање за насељавање новопреузетих области брзо расло. Након што је савезна влада затражила од Онтарија да плати изградњу у оспореној области, покрајина је затражила разраду њених граница. Граница неоспорене земље је померена на север на 51° северне географске ширине, а западно на линију која иде северно од области Хантер Ајленд. | Map of the change to Canada on June 26, 1874     |
| 7. октобар 1876.    | Област Киватин је основана од централног појаса Северо-западних територија да би се обезбедила влада за растуће подручје северно од Манитобе и западно од Онтарија; док су се Северо-западне територије састојале од неколико округа, Киватин је имао виши статус. Многи извори наводе да се разликује од остатка Северозападних Територија. | Map of the change to Canada on October 7, 1876   |
| 1. септембар 1880.  | Велика Британија је своја права над Арктичким острвима пренела Канади, где су постала део северозападних територија. Архипелаг се још увек истражује и откривају нова острва, али Уједињено Краљевство и Канада су полагале право на цео архипелаг, тако да се нова открића не бележе осим ако нису спорна. | Map of the change to Canada on September 1, 1880 |
| 23. децембар 1881.  | Манитоба је проширена, добијајући земљу од округа Киватин и Северозападних Територија на западу, северу и истоку. Пошто је нова источна граница покрајине дефинисана као „западна граница Онтарија“, чија тачна дефиниција још увек није била јасна, Онтарио је положио право на део новог региона. | Map of the change to Canada on December 23, 1881 |
| 7. мај 1886.        | Југозападна граница округа Киватин је прилагођена да буде у складу са границама привремених округа Севернозападних територија. | Map of the change to Canada on May 7, 1886       |
| 12. август 1889.    | Спор између Манитобе и Онтарија је окончан у корист Онтарија пошто су границе Онтарија потпуно дефинисане, проширујући покрајину на запад до Шумског језера и на север до реке Олбани. | Map of the change to Canada on August 12, 1889   |
| 2. октобар 1895.    | Округ Киватин проширен је на део Северо-западних територија северно од Онтарија. | Map of the change to Canada on October 2, 1895   |
| 18. децембар 1897.  | Острво Саутемптон, Острво Коатс, Острво Акимиски и друга острва пребачена су из Северозападних територија у округ Киватин, а полуострво Бутија и полуострво Мелвил су прешла из округа Киватин у Северозападне територије. | Map of the change to Canada on December 18, 1897 |
| 13. јун 1898.       | Територија Јукон је формирана од округа Јукон у северозападном делу Северо-западних територија како би се обезбедила локална управа за брзорастуће становништво услед златне грознице у Клондајку. Квебек је проширен на север. | Map of the change to Canada on June 13, 1898     |
| 23. мај 1901.       | Источна граница територије Јукон прилагођена је реци Пил, како границе не би прелазиле преко вододелнице, а такође и да би обухватила још нека острва, чиме је замењена област са Северо-западним територијама. | Map of the change to Canada on May 23, 1901      |
| 20. октобар 1903.   | Спор око граница Аљаске је решен, углавном у корист захтева Сједињених Америчких Држава. | Спорови:                                         |
| 1. септембар 1905.  | Од Северо-западних територија створене су покрајине Алберта и Саскачеван. Покрајине су се састојале од области између Британске Колумбије, Манитобе, 60. северне паралеле, и Сједињених Америчких Држава, са Албертом западно од 4. меридијана савезног катастра и Саскачеваном источно од њега. Статус округа Киватин је снижен у рангу на друге округе Северо-западних територија. | Map of the change to Canada on September 1, 1905 |
| 1906                | Промењен спелинг имена "Северозападне" у имену "Северозападе Територије" из облика са цртом (енгл. North-West) у облик без исте (енгл. Northwest). | Map of the change to Canada in 1906              |
| 26. септембар 1907. | Колонија Њуфаундленд постала је доминион Уједињеног Краљевства, наследивши гранични спор Лабрадора. | Спорови:                                         |
| 11. април 1908.     | Уговор о границама редефинисао је поморску границу са Сједињеним Америчким Државама. Између осталих промена, „деенклавиран” је гребен Хорсшу у језеру Ири чинећи воду око њега границом. | нема промене на карти                            |
| 20. август 1910.    | Споразум о границама са Сједињеним Америчким Државама је решио мали спор на поморској граници у заливу Пасамакводи између Њу Бранзвика и Сједињених Америчких Држава. Граница је прилагођена да иде источно од острава Поупс Фоли, које је раније лежало на граничној линији, и дуги низ година је било је предмет спора. | Map of the change to Canada on August 20, 1910   |
| 15. мај 1912.       | Манитоба, Онтарио и Квебек (акт) су проширени на север земљом пребаченом од Северозападних територија. Квебек је проширен на север све до Арктичког океана, Манитоба све до 60. северне паралеле, а нова граница између Манитобе и Онтарија повучена је право североисточно од претходног североисточног угла Манитобе. | Map of the change to Canada on May 15, 1912      |
| 1. јун 1925.        | Поморске границе Северозападних територија проширене су до Северног пола. | нема промене на карти                            |
| 17. јули 1925.      | Граница са Сједињеним Америчким Државама је прилагођена на више места. Једина промена копнене границе редефинисала је на који начин треба разматрати границу између Шумског језера и Стеновитих планина; раније је граница пратила криву паралеле између сваког граничног споменика, док је уговор то променио у праве линије између сваког споменика. Тиме су Сједињене Америчке Државе оствариле добит између 30 и 35 хектара земље. Због изузетно малог помака, недостатка конкретне документације о томе где су се промене догодиле и недостатка било каквог људског утицаја, ова промена није мапирана. Дошло је и до промене границе код Шумског језера; због нетачног мерења, претходна граница се неколико пута пресецала у језеру, стварајући енклаве вода Сједињених Америчких Држава окружене канадском водом. Уговором је промењена граница тако да се најјужнија раскрсница користи као северозападна тачка Шумског језера. Коначно, поморска граница у заливу Фанди је прилагођена, чиме је Канада добила око 9 хектара водене површине. | малих промена на карти                           |
| 11. март 1927.      | Судски комитет Државног савета одлучио је о граничном спору Лабрадора са Доминионом Њуфаундленда у корист Њуфаундленда. Квебек повремено указује да не признаје ову границу, али питање накнадно није отварано. | Спорови:                                         |
| 11. новембар 1930.  | Норвешка је уступила Канади своје дуго неактивно право на Свердрупска острва, у замену за британско признање суверенитета Норвешке над Јан Мајеном. | Спорови:                                         |
| 11. децембар 1931.  | Вестминстерски статут из 1931. потврдио је суверенитет Канаде од Уједињеног Краљевства у законодавним и спољним питањима. | нема промене на карти                            |
| 31. март 1949.      | Доминион Њуфаундленд се придружио као десета покрајина Њуфаундленд. | Map of the change to Canada on March 31, 1949    |
| 13. март 1974.      | Дефинисана је поморска граница са Данском, посебно „прескачући“ острво Ханс које се налази директно између острва Елсмир и Гренланда, а које технички није било ни са једне стране границе. | нема промене на карти                            |
| 1. март 1977.       | Сједињене Америчке Државе су положиле право на поморске границе западно од мореуза Хуан де Фука, унутар Диксоновог пролаза и у Бофоровом мору, што је било у супротности са тврдњама Канаде. | нема промене на карти                            |
| 17. април 1982.     | Уставни закон из 1982, преко Канадског закона из 1982, учинио је Канаду потпуно независном од Уједињеног Краљевства, укинувши потребу да британски парламент мора да мења канадски устав. | нема промене на карти                            |
| 12. октобар 1984.   | Међународни суд правде одлучио је о поморској граници са Сједињеним Државама у заливу Мејн. Није дошло до размене територија а процес није разматрао суверенитет острва Макијас Сил. | нема промене на карти                            |
| 1. април 1999.      | Територија Нунавут настала је од приближно источне половине Северозападних територија. | Map of the change to Canada on April 1, 1999     |
| 6. децембра 2001.   | Покрајина Њуфаундленд је преименована у Њуфаундленд и Лабрадор. | Map of the change to Canada on December 6, 2001  |
| 1. април 2003.      | Територија Јукон је преименована у Јукон, иако је остала територија. | Map of the change to Canada on April 1, 2003     |
| 19. децембар 2023.  | Редефинисана је поморска граница са Данском, тако да она пролази преко острва Ханс. | Map of the change to Canada on December 19, 2023 |